# Joelle (actriu)
Joelle Mia Renee Joelle, coneguda artísticament sols com a Joelle, és una actriu i cantant anglesa que va debutar a la pantalla a Dune el 2021 i apareix a la pel·lícula original de Netflix de Paul Feig The School for Good and Evil interpretant el personatge del mateix nom, Joelle.

## Biografia
Joelle va ser referida pel mesclador guanyador del premi Grammy Phil Tan en la seua adolescència a l'entrenadora vocal Peggy Still Johnson, governadora del capítol d'Atlanta de l'Acadèmia de gravació. Joelle va ser dirigida posteriorment per Daniel Thomas, antic director de cor del London Community Gospel Choir.
Joelle va fer les seues primeres aparicions als mitjans als 13 anys, fent campanya sobre la sensibilització sobre l'assetjament escolar a les notícies d'ABC als Estats Units i a la televisió nacional del Regne Unit. Les seues aparicions a la televisió van seguir una àmplia cobertura de premsa d'un vídeo musical fet a casa "Big in LA" que Joelle havia penjat a YouTube. "Big in LA" va ser nominada al Golden Trellick Award al Festival de Cinema de Portobello de Londres 2013 i va guanyar el premi al millor vídeo musical al 9é Festival Internacional de Cinema LA Femme anual de Los Angeles.
En la seua adolescència, Joelle va adquirir experiència en el periodisme, organitzant entrevistes en vídeo per a mitjans de comunicació nacionals i independents amb personalitats com Dave Filoni, Mark Hamill i Andy Serkis. El 2017, Joelle es va gravar davant d'una sèrie de samarretes penjades en la seqüència de colors d'un arc de Sant Martí, mentre cantava una actuació en directe de "True Colors". El vídeo es va publicar a Facebook i es va fer viral, rebent més de quatre milions de visualitzacions.
El 2019, Joelle va dirigir i actuar en el seu primer curtmetratge, Cover Up, amb enregistraments de so originals cocreats amb la compositora Diane Warren, tretze vegades nominada a l'Oscar, que va escriure la lletra i la música.
El 2021, Joelle va debutar al llargmetratge a Dune de Denis Villeneuve. El 2022, Joelle va interpretar el personatge de Joelle a la pel·lícula original de Netflix a la pel·lícula de Paul Feig The School for Good and Evil.

## Conscienciació sobre l'alopècia
Joelle va ser diagnosticada amb alopècia universal als 8 anys i es va convertir en ambaixadora de l'organització benèfica d'alopècia més gran del Regne Unit "Alopecia UK" als 15 anys. Joelle va declarar en una emissió de la BBC el 2017 que no creu que seria la persona que és avui si no haguera estat per alopècia i que és feliç així.
En un article d'Evening Standard el 2022, Joelle va descriure com ha experimentat ser jutjada a la indústria de l'entreteniment, on històricament l'alopècia ha estat vista negativament. Joelle va comentar que sent que això està canviant. L'article encapçalava una imatge que il·lustrava Joelle a una meitat de la imatge amb cabell i a l'altra meitat sense. La imatge és una versió sense retallar d'un pòster de campanya de conscienciació sobre l'alopècia fet públic en línia per Joelle el 2018, que originalment contenia el text "Veig la mateixa persona a cada costat, oi?"